# Nayland
Nayland ist ein Dorf in Civil Parish Nayland-with-Wissington im District Babergh in der Grafschaft Suffolk, England. Nayland ist 9 km von Colchester entfernt. Im Jahr 2011 hatte es eine Bevölkerung von 938 Einwohnern. Nayland wurde 1086 im Domesday Book als Eilanda erwähnt.